# Слобозія (Бузеу)
Слобозія (рум. Slobozia) — село у повіті Бузеу в Румунії. Входить до складу комуни Кетіна.
Село розташоване на відстані 93 км на північ від Бухареста, 46 км на захід від Бузеу, 139 км на захід від Галаца, 66 км на південний схід від Брашова.

## Населення
За даними перепису населення 2002 року у селі проживали 223 особи.
Національний склад населення села:
| Національність | Кількість осіб | Відсоток |
| -------------- | -------------- | -------- |
| румуни         | 213            | 95,5%    |
| цигани         | 10             | 4,5%     |

Рідною мовою назвали:
| Мова      | Кількість осіб | Відсоток |
| --------- | -------------- | -------- |
| румунська | 213            | 95,5%    |
| циганська | 10             | 4,5%     |